# Bruchaphodius shannoni
Bruchaphodius shannoni är en skalbaggsart som beskrevs av Bruch 1938. Bruchaphodius shannoni ingår i släktet Bruchaphodius och familjen Aphodiidae. Inga underarter finns listade.